# Raschötz

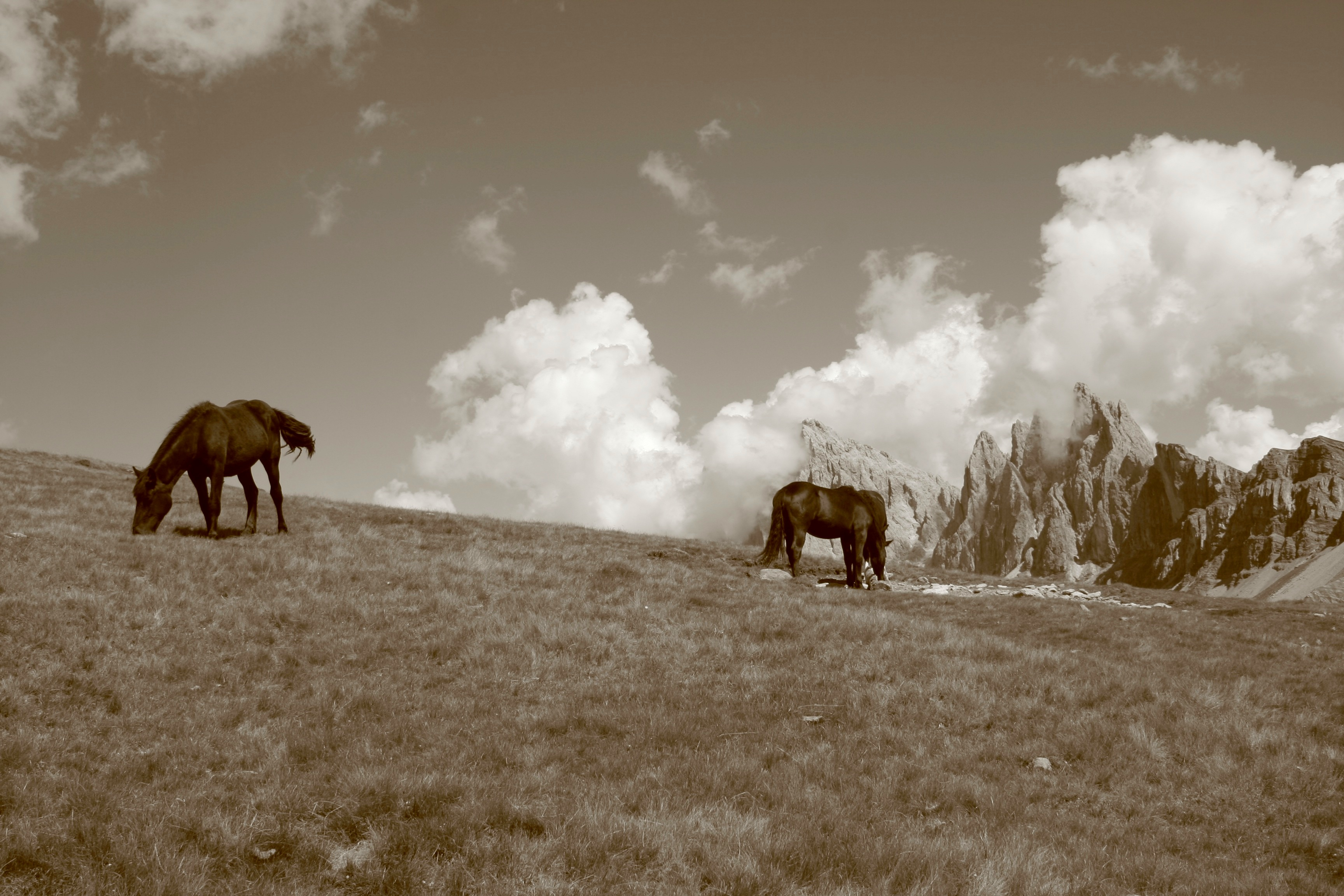
Grasende Pferde auf Innerraschötz vor dem Hintergrund der Geislerspitzen

Raschötz (ladinisch Resciesa, italienisch Rasciesa) ist ein Höhenzug der westlichen Geislergruppe (Südtiroler Dolomiten) zwischen dem Grödner Tal und dem Villnößtal. Das nach Südwesten geneigte Gipfelplateau, das eine weitläufige Hochalm mit einer Fläche von etwa 970 Hektar trägt, sowie der darunter gelegene Raschötzer Wald befinden sich auf dem Gemeindegebiet von St. Ulrich in Gröden; die nach Norden und Westen steiler abfallenden Flanken hingegen gehören zu Villnöß und Lajen.
Geologisch besteht die Gebirgsformation fast ausschließlich aus dem sogenannten Bozner Porphyr.
Raschötz, häufig auch die Raschötz oder (seltener) der oder das Raschötz genannt, ist grob in zwei Teile unterteilt: im Osten Innerraschötz und im Westen Außerraschötz. Das Almgebiet ist weitgehend naturbelassen, eine jahrhundertealte Kulturlandschaft mit ausgedehnten Magerrasenweiden prägt sein Bild. Zahlreiche alpine Wanderwege durchziehen die Alm und verbinden sie beispielsweise mit der Secedaalm sowie mit den nahen Ortschaften. Die Raschötz-Alm und ein Großteil des Raschötzer Waldes gehören zum Naturpark Puez-Geisler.

## Lage und Zugang

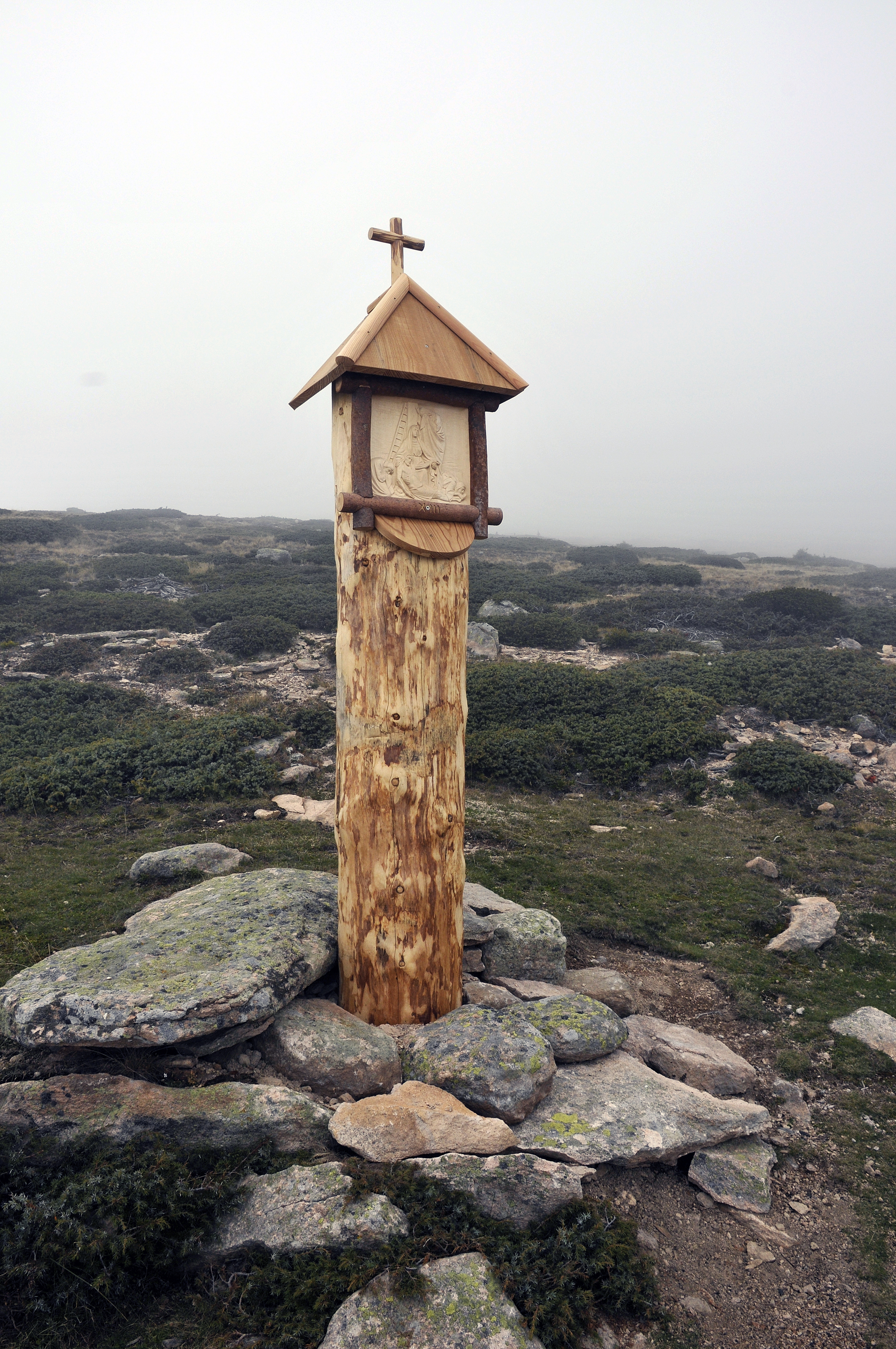
13. Kreuzwegstation auf der Raschötzalm über St. Ulrich

Raschötz ist der Bergrücken zwischen dem Grödner Tal bei St. Ulrich im Süden und dem Villnößtal im Norden. Gegen Westen fällt der Kamm in Richtung Lajen und in das Eisacktal ab (Außerraschötz, 2282 Meter Seehöhe). Gegen Osten endet er (Innerraschötz, 2303 Meter) am Brogles-Sattel, an den sich die Brogles-Alm mit der Brogleshütte anschließt, und an den Geislerspitzen.
Raschötz war bis 2009 von St. Ulrich aus mit einem Sessellift, 1951–1952 von Luis Trenker und Ing. Leo Demetz erbaut, erschlossen.
Die neue Standseilbahn der Raschötzer Bahn, 2009–2010 auf derselben Strecke erbaut, wurde am 17. September 2010 in Betrieb genommen.
Zu Fuß erreicht man die Alm von St. Ulrich aus über einen Waldweg, der von 14 holzgeschnitzten Stationen, Kopien nach Vinzenz Moroder-Resciesa, gesäumt wird. Von der Furnes-Station (Mittelstation der Seceda-Bahn) aus erreicht man Raschötz über den Wanderweg am Wildbach Cuecenes, Grialëces und über Schienboden nahe der Broglesalm. Von St. Peter aus erreicht man die Kapelle über den Wanderweg der Tschani-Alm. Von Villnöß ist die Raschötz über die Flitzer Scharte oder die St.-Peter-Scharte in Innerraschötz zu erreichen.
Am höchsten Punkt des Außerraschötz wurde 2001 ein neues Gipfelkreuz mit Korpus, geschnitzt von Josef Bernardi, errichtet.

## Geschichte
Das Raschötzer Waldgebiet war Teil des bereits im späten 10. Jahrhundert bezeugten Grödner Wildbanns, der in den Jahren 993/94–1005 in einer Traditionsnotiz des Hochstifts Freising vom bayerischen Graf Otto aus dem Geschlecht der Rapotonen an den Bischof Gottschalk von Freising als „ad Gredine forestum“ übertragen wurde.
Am 7. Februar 1416 verkauften die Herren von Wolkenstein die Raschötz-Alm an das Gericht Gufidaun.

## Bauten
Auf Raschötz stehen folgende Bauten: die Heilig-Kreuz-Kapelle am westlichen Rand über St. Peter von 1752 (in 2199 m Seehöhe), die Raschötzhütte, eine 1903 von der DÖAV-Sektion Gröden errichtete Schutzhütte, 2010 wieder aufgebaut und eröffnet, der Gasthof und die Bergstation der Bahn, die Schwaige des Hirten (Cason-Schwaige) sowie eine Steinkonstruktion vom Typ Nuraghe des Grödner Künstlers Livio Comploi.

## Namensdeutung
Wie oft bei ladinischen Ortsnamen ist die Deutung sehr schwierig. Bis 1416 war Raschötz Besitz der Bischöfe von Freising, dann erwarben die Grafen von Wolkenstein das Gebiet, daher könnte Raschötz oder Resciesa von res ecclesiae = Besitz der Kirche stammen. In alten Urkunden findet man den Namen Rasetz wie Roß-Etz, die Pferdeweide. Weitere Deutungen kommen von Raseni = die Räter, die das Gebiet besiedelten, und schließlich recessus = lateinisch entlegener, abgelegener Ort.

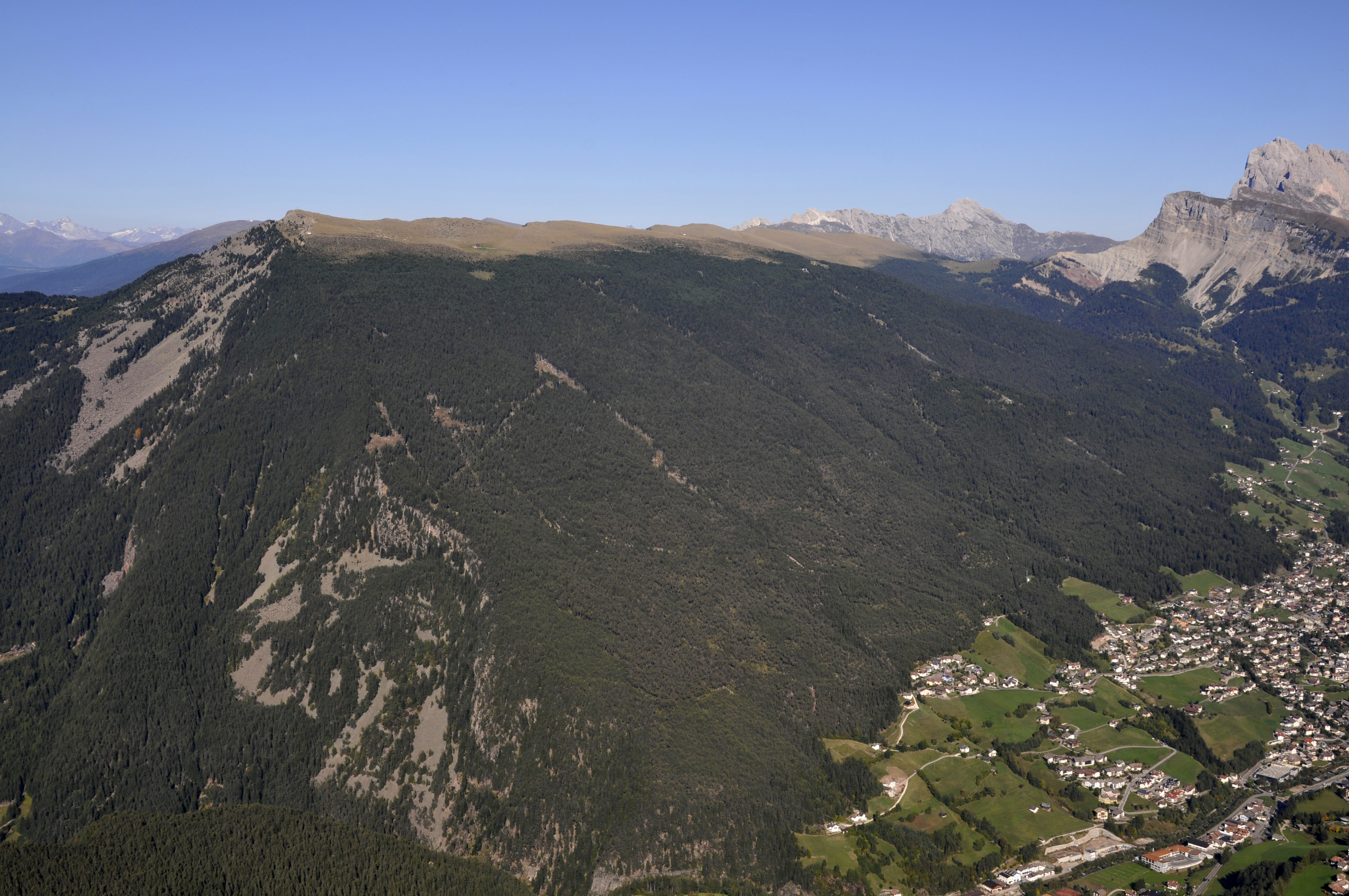
Der Raschötzer Wald von Puflatsch aus, darüber die Raschötzer Alm, oben links der Steilabfall in Richtung Eisacktal

## Toponomastik
Siehe dazu die Karte der ladinischen Namen der Umgebung.

## Der Raschötzer Wald
Unterhalb der Baumgrenze geht die Alm über einen Krummholzgürtel (Berg-Kiefer) in den ca. 894 ha großen Raschötzer Wald über. Er grenzt südlich in St. Ulrich an die Höfe Resciesa, Cudan, Juaut, Dumat, Nevel und La Pates im Außerwinkel, weiter östlich im Oberwinkel an die Höfe Bataian, Coi, Luca, la Mauta, Rainelles, Runcata, Kuenz, Carai, Puntëdla und Nudrëi.

## Bildergalerie

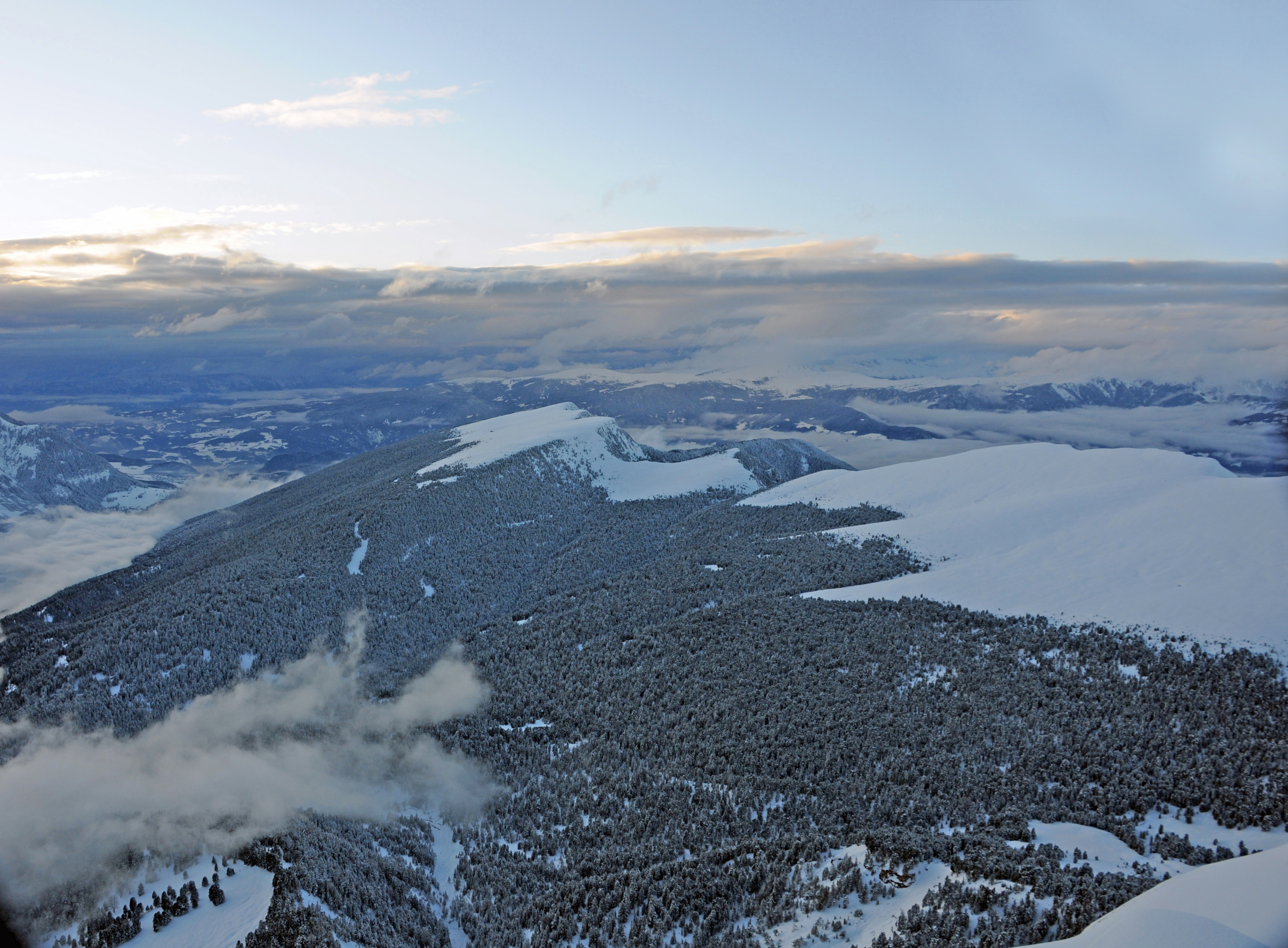
Raschötz vom Secëdaberg
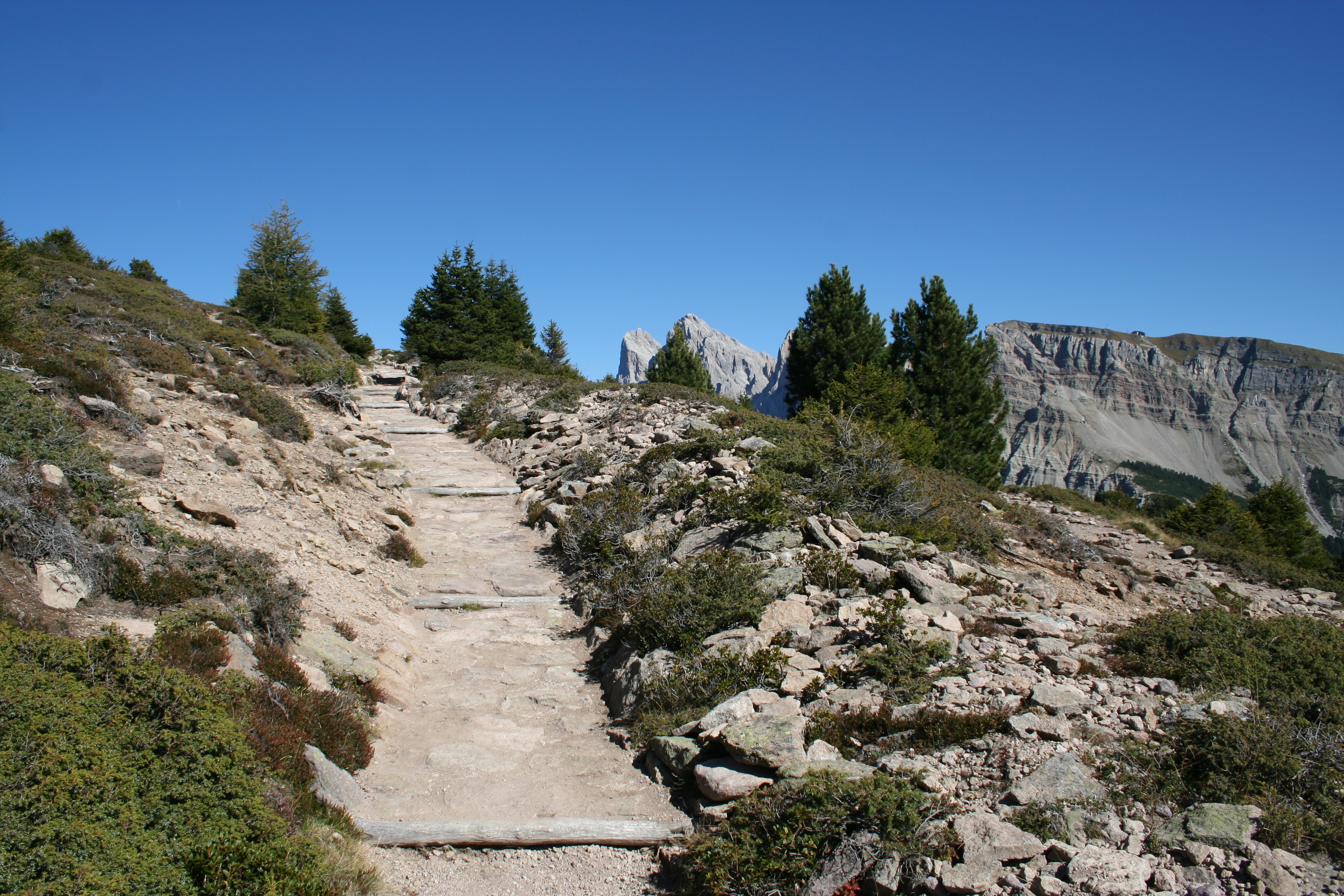
Wanderweg auf der Raschötzalm
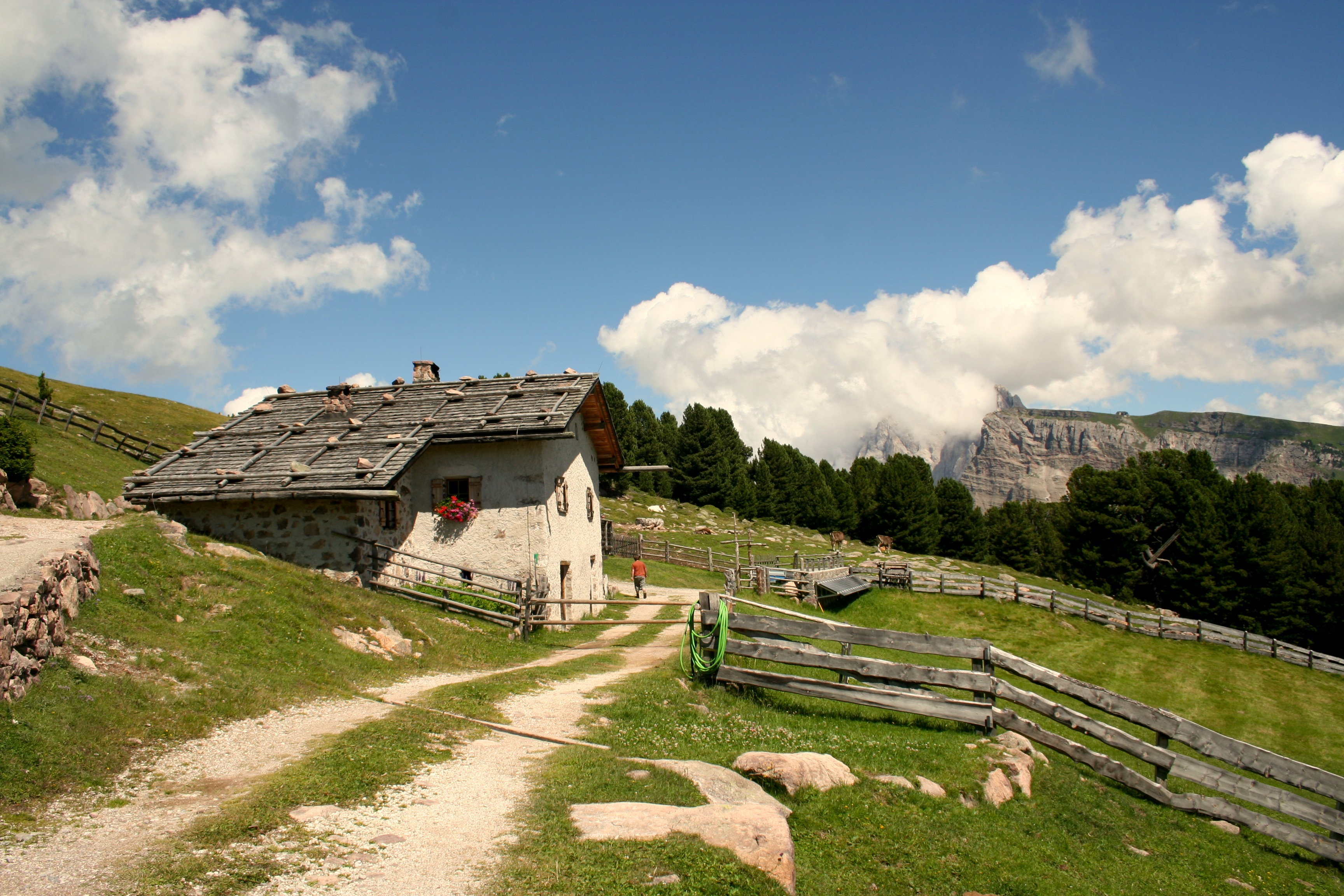
Casonschwaige
Steinkonstruktion des Grödner Künstlers Livio Comploi auf dem Plan de Corda
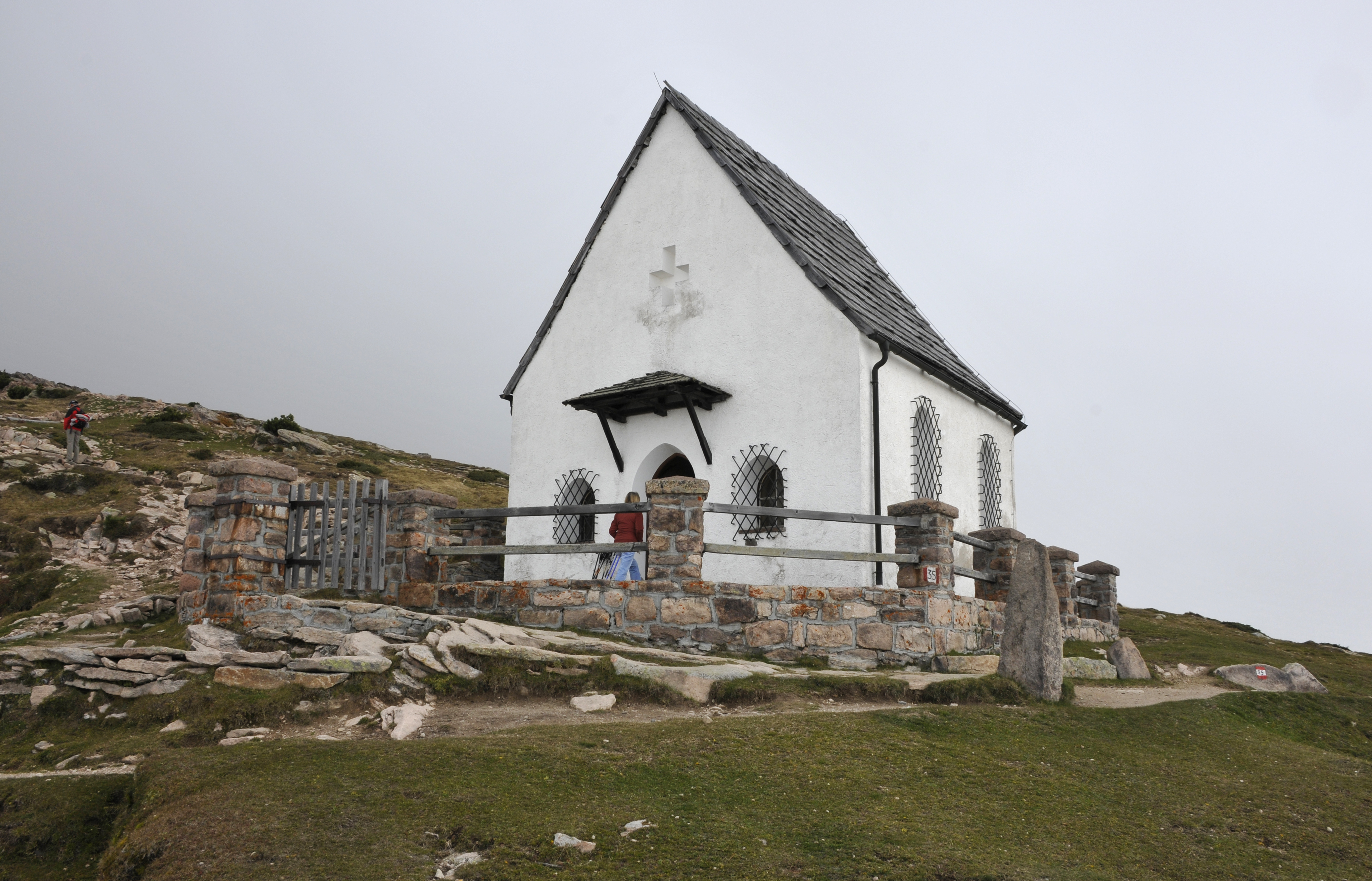
Heiligkreuzkapelle Raschötz
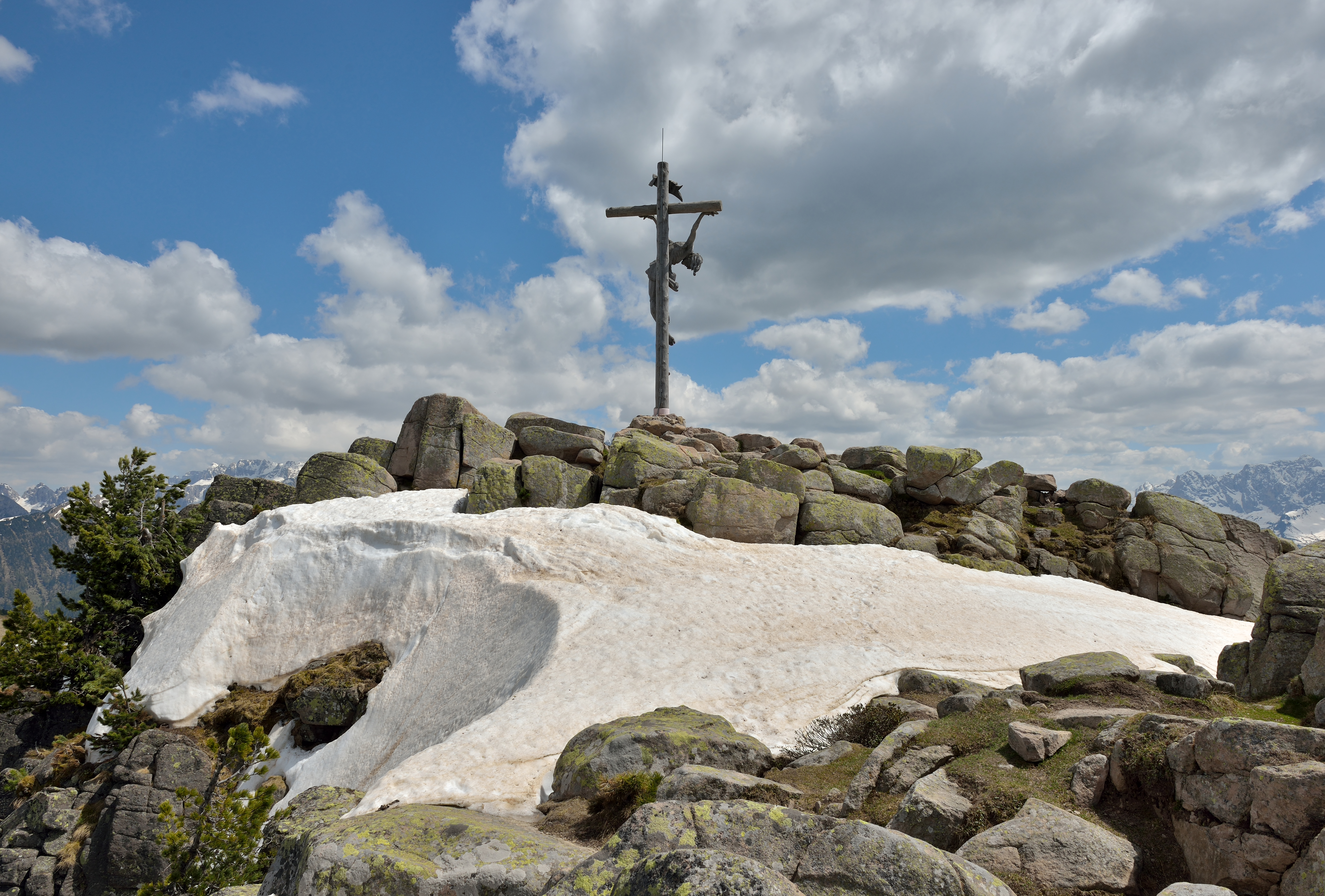
Raschötzer Kreuz